# Michał Tyszkiewicz (1857–1930)
Michał Tyszkiewicz-Łohojski (ur. 8 kwietnia?/20 kwietnia 1857 w Andruszówce, zm. 3 sierpnia 1930 w Gnieźnie) – polsko-ukraiński hrabia, dyplomata Ukraińskiej Republiki Ludowej, publicysta, malarz oraz filantrop. W 1910, 1911 i 1927 roku nominowany do Pokojowej Nagrody Nobla.

## Życiorys
Pochodził z arystokratycznego rodu Tyszkiewiczów. Urodził się w rodzinnym majątku Andruszówka (obecnie znajduje się w obwodzie winnickim na Ukrainie). W młodości mieszkał w Warszawie i Wilnie. W Petersburgu i Paryżu studiował malarstwo. Ukończył Akademię Sztuk Pięknych w Petersburgu ze srebrnym medalem. Po ukończeniu studiów powrócił do Andruszówki, gdzie poświęcił się działalności społecznej, politycznej oraz filantropijnej. Wspierał finansowo polskich i ukraińskich artystów oraz agitował przeciwko rusyfikacji terenów ukraińskich oraz tendencjom wojennym. W latach 1879–1880 służył w wojsku rosyjskim.
Stał na czele Związku Katolików Ukraińskich i był założycielem Kijowskiego Towarzystwa Przyjaciół Pokoju. 
Fundował wiele nagród i stypendiów. Przekazał trzy tysięcy franków dla uniwersytetu w Louvain na utworzenie katedry ukrainoznawstwa. W 1907 roku podarował redakcji „Kłosów”  tysiąc egzemplarzy Pana Tadeusza autorstwa Adama Mickiewicza dla czytelników tego pisma. Przekazał pieniądze również warszawskiemu Towarzystwu Zachęty Sztuk Pięknych. W Berdyczowie fundował zapomogi dla ubogich.
W 1888 ufundował nagrodę za najlepsze ukraińskie dzieło literackie dla lwowskiego towarzystwa Proswita. W 1914 roku z okazji setnej rocznicy urodzin Tarasa Szewczenki przekazał sporą sumę pieniędzy Ukraińskiemu Towarzystwu Naukowemu.
W czasie wojny rosyjsko-japońskiej wspierał działalność Czerwonego Krzyża.
Na kilka lat przed wybuchem I wojny światowej zamieszkał w szwajcarskiej Lozannie. W czasie wojny organizował pomoc dla ukraińskich jeńców i korespondował z politykami ukraińskimi oraz reprezentantami Ententy. Był autorem szeregu publikacji przedstawiających sprawę ukraińską społeczeństwom zachodniej Europy. Organizował zbiórki pieniędzy i leków dla ukraińskich uchodźców i rannych.
W latach 1918–1921 był dyplomatą Ukraińskiej Republiki Ludowej. Stanął na czele misji dyplomatycznej URL w Watykanie. Na konferencji wersalskiej reprezentował URL, a wobec mocarstw zachodnich również Litwę, Łotwę, Estonię, Gruzję, Azerbejdżan, Kubań oraz Północny Kaukaz.
Pius X odznaczył hrabiego Orderem Świętego Grzegorza.
Swoje artykuły publikował w czasopiśmie „Literaturno-Naukowyj Wistnyk”. Swoje pisma zdeponował w Ukraińskim Muzeum Narodowym we Lwowie.
Zmarł w 1930 roku w szpitalu w Gnieźnie. Pochowany został w Żydowie.
W 1910 roku został nominowany do Pokojowej Nagrody Nobla przez członka Rady Państwa Imperium Rosyjskiego Stanisława Syroczyńskiego. Rok później nominował go inny członek rady. W 1927 roku do nagrody nominował go Gailhard Boncal.

## Życie prywatne
Pochodził ze szlacheckiego rodu Tyszkiewiczów herbu Leliwa, wywodzącego się z Wielkiego Księstwa Litewskiego. Jego ojcem był marszałek humański Stanisław Tyszkiewicz. Michał Tyszkiewicz uważał się za Rusina narodowości polskiej. Z wyznania był katolikiem. Był bratem pradziadka aktorki Beaty Tyszkiewicz.